# Wepener
Wepener es una localidad sudafricana de la provincia del Estado Libre.

## Geografía
Está ubicada al sureste de Bloemfontein y al oeste de la frontera con Lesoto. Al norte de la localidad discurre el río Caledon.

## Historia
En el pasado perteneció al Estado Libre de Orange. La ciudad debe su nombre a Louw Wepener , el líder de los bóeres en su guerra contra el jefe basuto Moshoeshoe en 1865, fue fundada en 1888. En abril de 1900 fue defendida con éxito contra bóeres a las órdenes de Christiaan de Wet por fuerzas no regulares del Cabo comandada por el coronel E. H. Dalgety.
A comienzos del siglo XX, en 1904, tenía contabilizada una población de 1366 habitantes, de los cuales 822 eran «blancos».